# APILAS
RAC 112 APILAS (Armor-Piercing Infantry Light Arm System, укр. Бронебійна легка ручна піхотна система) — портативна однозарядна безвідкотна протитанкова зброя калібру 112 мм, розроблена у Франції компанією GIAT Industries. Всього було вироблено понад 120 000 пускових установок APILAS, які перебувають на озброєнні багатьох країн.

## Опис
APILAS поставляється в пусковій установці з арамідного волокна з висувним прицілом. Ефективна дальність дії APILAS становить від 25 м (для приведення ракети у бойовий стан потрібно 25 м польоту) до 300—500 м залежно від цілі. Бойова частина кумулятивного заряду має електронний запобіжник і вибухає під кутом зітнення до 80 градусів.
APILAS здатний пробити 700 мм катаної гомогенної броні. У сухопутних військах Франції його відносять до категорії «травматичної зброї» через вибух і шум. Французький солдат не може вистрілити з нього більше трьох разів на службі в мирний час.

## Виробництво
У 1984 році французька армія замовила 84 000 системи APILAS для заміни застарілої LRAC F1 до прийняття на озброєння ракети малої дальності Eryx. Французька компанія Matra Manurhin Défense (нині NEXTER — наступниця компанії GIAT) виробила 120 000 систем APILAS в період з 1985 по 2006 рік.

## Характеристики
- Калібр: 112 мм
- Довжина
  - Пускова установка:
    - Транспортування: 1 290 мм
    - Готова до ведення вогню: 1 260 мм

  - Снаряд: 920 мм
- Вага:
  - Загалом: 9,0 кг
  - Снаряд: 4,3 кг
  - Пускова установка: 4,7 кг
- Дальність: 25 м to 300 м + (рухома ціль) 500 m + (статична ціль)
- Двигун: Твердопаливний ракетний двигун
- Дульна швидкість: 293 м/с
- Час польоту до 500 м: 1,9 с
- Боєголовка: 1,5 кг кумулятивного заряду, здатного пробити 720 мм катаної гомогенної броні або 2 м бетону
- Ударно-спусковий механізм: П'єзоелектричний датчик з 50 г димного пороху

## Користувачі

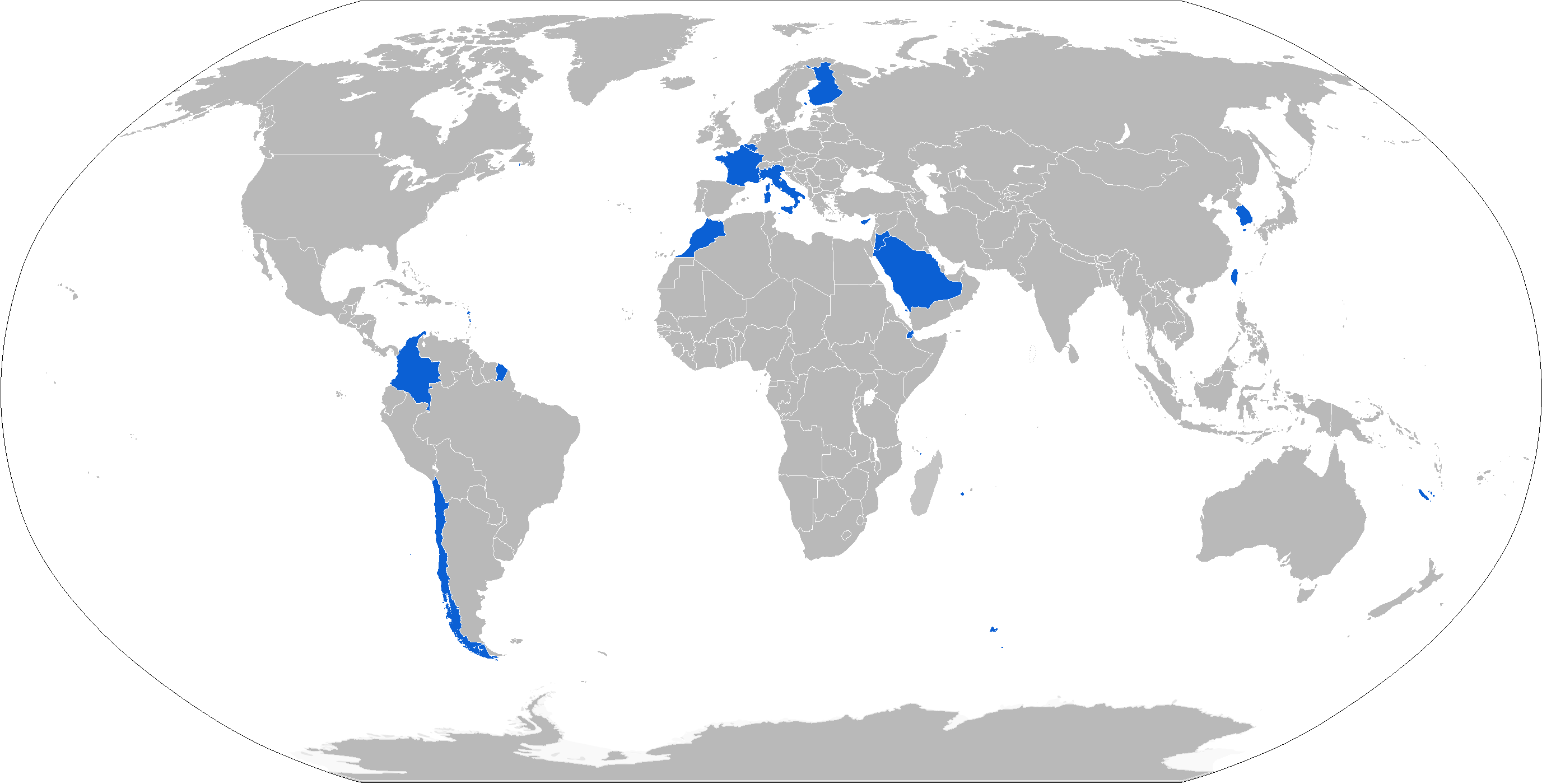
Карта з операторами APILAS

- Бельгія[3]
- Чад[6][7]
- Чилі[5]
- Колумбія[5]
- Кіпр[7]
- Джибуті
- Фінляндія[3]
- Франція[3]
- Італія[3]
- Йорданія[3]
- Марокко
- Саудівська Аравія[7]
- ПАР[8]
- Південна Корея[3]
- Іспанія[3]
- Тайвань[3]
- Вільна сирійська армія[2]
- Україна